# إليس ماركوس
إليس ماركوس (بالإنجليزية: Ellis Marcus)‏ هو كاتب سيناريو أمريكي، ولد في 6 مايو 1918، وتوفي في 23 يونيو 1990.

## روابط خارجية
- إليس ماركوس على موقع IMDb (الإنجليزية)
- إليس ماركوس على موقع قاعدة بيانات الفيلم (الإنجليزية)